# Dezfoul
Dezfoul (en persan : دزفول) est une ville dans la province du Khuzestan au sud-ouest de l'Iran. 
C'est le siège du département (shahrestan) de Dezfoul. Au recensement de 2006, la population était de 256 927 personnes (Dezfoulis). La ville comprend un pont (en) datant de l'époque de la bataille d'Édesse (260 ap. J.-C.) entre l'armée sassanide de Chahpour Ier et l'armée romaine de Valérien.
Les Sassanides ayant vaincu les Romains, les 70 000 prisonniers de guerre romains furent amenés pour terminer la construction du pont. C’est sans doute l'un des plus anciens ponts encore en fonction dans le monde avec celui d'Alcántara en Espagne (104 ap. J.-C.). 
Les Dezfoulis parlent un dialecte proche du moyen-persan (dezfouli).
- jaefargholi asad bakhtiari
- amirbahman khan baktiyari
- asadolah khan asef
- ahmad afshar
- karim kahan asef
- mohamad mokhber dezfoli

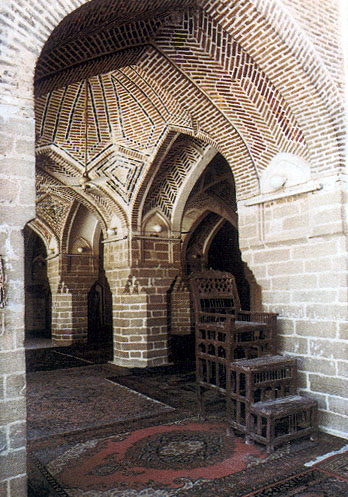
La mosquée de Dezfoul.

- seyed alirez avai.
- abaspapizadeh palengan